# Baryceros bilineatus
Baryceros bilineatus là một loài tò vò trong họ Ichneumonidae.